# Kanton Adour-Gersoise
 Adour-Gersoise is een kanton van het Franse departement Gers. Het kanton maakt deel uit van het arrondissement Mirande en telde 9.777 inwoners in 2019.
Het kanton werd gevormd ingevolge het decreet van 26 februari 2014 met uitwerking op 22 maart 2015, met Riscle als hoofdplaats.

## Gemeenten
Het kanton omvatte 35 gemeenten bij zijn oprichting. Op 1 januari 2019 werd de gemeente Cannet toegevoegd aan de gemeente Riscle, die hierdoor het statuut van commune nouvelle kreeg. Sindsdien omvat het kanton de volgende 34 gemeenten: 
- Aignan
- Arblade-le-Bas
- Aurensan
- Avéron-Bergelle
- Barcelonne-du-Gers
- Bernède
- Bouzon-Gellenave
- Cahuzac-sur-Adour
- Castelnavet
- Caumont
- Corneillan
- Fustérouau
- Gée-Rivière
- Goux
- Labarthète
- Lannux
- Lelin-Lapujolle
- Loussous-Débat
- Margouët-Meymes
- Maulichères
- Maumusson-Laguian
- Pouydraguin
- Projan
- Riscle
- Sabazan
- Saint-Germé
- Saint-Mont
- Sarragachies
- Ségos
- Tarsac
- Termes-d'Armagnac
- Vergoignan
- Verlus
- Viella